# Levacs
|  | No s'ha de confondre amb Laevi. |

Els levacs (llatí Levaci) foren un poble gal de la Gàl·lia Belga, que depenien dels nervis, i són esmentats per Juli Cèsar a De Bello Gallico, però la seva situació és desconeguda. El seu nom ha estat interpretat, sense plena seguretat, com a « els lents ».